# كسكس جزائري
الكسكس الجزائري ( أمازيغية : ⵙⴽⵙⵓ، ترجمة: سيكسو، بالعربية : كُسْكُس ) - يُطلق عليه أحيانًا اسم كُسكسي أو طعام أو سكسو، وهو طبق شمال أفريقي يتكون عادةً من حبيبات السميد المفتول. يتسم الكسكس الجزائري بتنوع إقليمي ملحوظ، حيث تختلف مكوناته وطرق تحضيره وفقًا للمنطقة وتفضيلات الطاهي. تتباين هذه الاختلافات في المكونات الأساسية وطريقة التحضير، مما يعكس التنوع الثقافي في مختلف أنحاء الجزائر.

نساء عاصميات يحضرن الكسكس

تعد عملية تحضير الكسكس الجزائري من العمليات التي تستغرق وقتًا وتتطلب عدة خطوات دقيقة. في البداية، يتم ترطيب حبيبات السميد بالماء وزيت الزيتونن أو السمن أو المرغرين، ثم يتم فركها مع بعضها البعض حتى تتشكل كرات صغيرة موحدة الحجم. بعد ذلك، يتم طهي هذه الكرات بالبخار باستخدام وعاء خاص متكون من المقفول الذي هو الجزء السفلي الذي يملئ بالماء وكسكاس، الذي هو سلة البخار العلوية، لمدة تصل إلى ساعة تقريبًا حتى تصبح رقيقة وطريّة. في هذه الأثناء، يتم طهي اللحوم والخضروات في وعاء منفصل مع إضافة التوابل مثل الكمون والكزبرة والكركم. بعد اكتمال الطهي، يتم دمج الحساء بسقيه فوق الكسكس المطبوخ، ويُزيّن الطبق عادة الخضروات أو الأعشاب الطازجة مثل البقدونس أو الكزبرة حسب نوع الوصفة والمنطقة.

## أصل
وفقًا لمؤرخة الطعام لوسي بولينز، يعتبر الكسكس من الأطباق التي تعود جذورها إلى العصور القديمة، وتحديدًا إلى فترة حكم الملك ماسينيسا في مملكة نوميديا القديمة، التي كانت تمتد على أراضٍ تقع حاليًا ضمن الجزائر. كان ماسينيسا، الذي حكم في القرن الثاني قبل الميلاد، يسعى إلى تطوير الزراعة والحرف المحلية، مما ساهم في نشوء بعض الأطعمة التقليدية التي أصبحت جزءًا من الموروث الغذائي للمنطقة.
في السياق التاريخي، تم اكتشاف آثار لأواني طهي تشبه الكسكسي في قبور تعود إلى القرن الثالث قبل الميلاد، وقد كانت هذه الأواني جزءًا من دفن الملوك النوميديين، مما يشير إلى أن تحضير الطعام كان جزءًا من الطقوس الجنائزية والتراث الثقافي لدى هذه الشعوب. تم العثور على هذه الاكتشافات في مواقع أثرية هامة مثل منطقة تيارت ومنطقة القبائل في الجزائر ، وهي مناطق كانت تشكل جزءًا من مملكة نوميديا القديمة.
تحتفظ هذه القطع الأثرية التاريخية في متحف سيرتا في قسنطينة، الذي يُعتبر من أبرز المتاحف في الجزائر ويضم مجموعة كبيرة من الآثار التي تسلط الضوء على الحضارة النوميدية القديمة.

## أطباق الكسكس الجزائرية
على الرغم من وجود بعض الجدل حول العدد الدقيق لأطباق الكسكس في الجزائر، حيث تتراوح التقديرات بين 300 إلى 1000 نوع مختلف،  فإنه من المتفق عليه أن البلاد تتمتع بتنوع واسع في أنواع الكسكس. هذا التنوع يعد مؤشرًا على غنى المطبخ الجزائري وتنوعه الثقافي، حيث تختلف المكونات وطرق التحضير حسب المناطق. يعكس الكسكس الجزائري تأثيرات تاريخية وجغرافية متنوعة، بما في ذلك التأثيرات البربرية والعربية والتركية، مما يساهم في تشكيل مجموعة واسعة من الوصفات المحلية. تختلف طرق التحضير بين المناطق، حيث يشمل بعضها استخدام الطواجن أو الطهي بالبخار، مما يضيف تنوعًا في النكهات والأساليب.
تتضمن بعض الأنواع الأكثر شيوعًا من الكسكس الجزائري ما يلي:

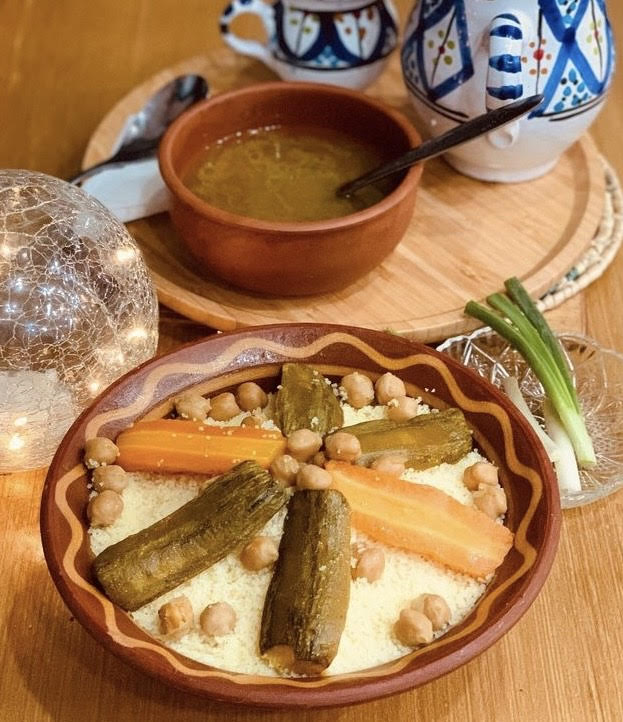
كسكس عاصمي

1- كسكس جزائري من الجزائر العاصمة: هذا النوع من الكسكس هو أحد الأطباق الشعبية في الجزائر العاصمة. غالبًا ما يتضمن لحم الضأن أو البقر مطهيًا مع الحمص، والبصل، والجزر، والكوسا (القرعة)، ومجموعة من التوابل.
2- كسكس جزائري بالخضروات : يتضمن هذا الطبق مزيجًا من الخضروات المغذية مثل البطاطا، الجزر، الفاصولياء الخضراء، الكوسا، البصل، الطماطم، اللفت، وفي بعض الأحيان الباذنجان. يمكن تحضيره مع لحم الدجاج أو اللحم البقري، أو كخيار نباتي. يُقدم عادة مع الحمص والبصل الخضروات الطازجة جانبًا. لتحقيق مرق صافي بدلاً من المرق الأحمر، يجب تجنب استخدام الزعفران، الفلفل الحلو، الطماطم، ومعجون الطماطم.
3- كسكس السمك: يعد هذا الطبق شائعًا في مدينة جيجل وغالبًا ما يتضمن السمك مثل سمك الفرخ أو سمك بربوني الحمراء، مع الطماطم والفلفل الحلو.
4- كسكس قبائلي: يعرف محليًا باسم "سكسو"، ويتضمن تحضير الفاصولياء الخضراء، واللحم، والبصل، والجزر، والكوسا، وصلصة الطماطم في وعاء خاص بالكسكس. يُقطع اللحم إلى قطع ويوضع في الوعاء مع إضافة بصل مقطع. ثم تُضاف صلصة الطماطم التي يمكن تحضيرها إما بطحن الطماطم أو بتخفيف معجون الطماطم بالماء. يتم إضافة الزيت والفلفل الأسود والفلفل الأحمر والقرفة والملح حسب الذوق. يمكن استخدام الدجاج أو اللحم البقري لتحضير هذا الطبق.
5- كسكس ملكي: يتميز هذا الطبق باستخدام سجق "الميرغاز" كمصدر رئيسي للبروتين. يُعد الميرغاز من المأكولات الأساسية في المطبخ الجزائري ويُقدم فوق الكسكس مع الخضروات. يتميز طعمه الحار والجريء بامتزاجه مع نكهة الكسكس وبهارات المرق العطرة. يُعد كسكس الميرغاز من الأطباق الشهيرة في فرنسا، حيث يتمتع بشعبية بين المهاجرين الجزائريين والسكان المحليين على حد سواء.
6- كسكس دجاج: يتضمن هذا الطبق طهي الدجاج في مرق لذيذ مع الحمص. يتميز بنكهته الغنية وغالبًا ما يُقدم مع صلصة بيضاء لتعزيز طعمه وإبراز نكهاته.
7- مِسفوف بالفول: يدعى أغمود هو نوع من الكسكس القبائلي يُصنع بالفول وزيت الزيتون. يحظى بشعبية كبيرة في القرى الصغيرة بمنطقة القبائل.

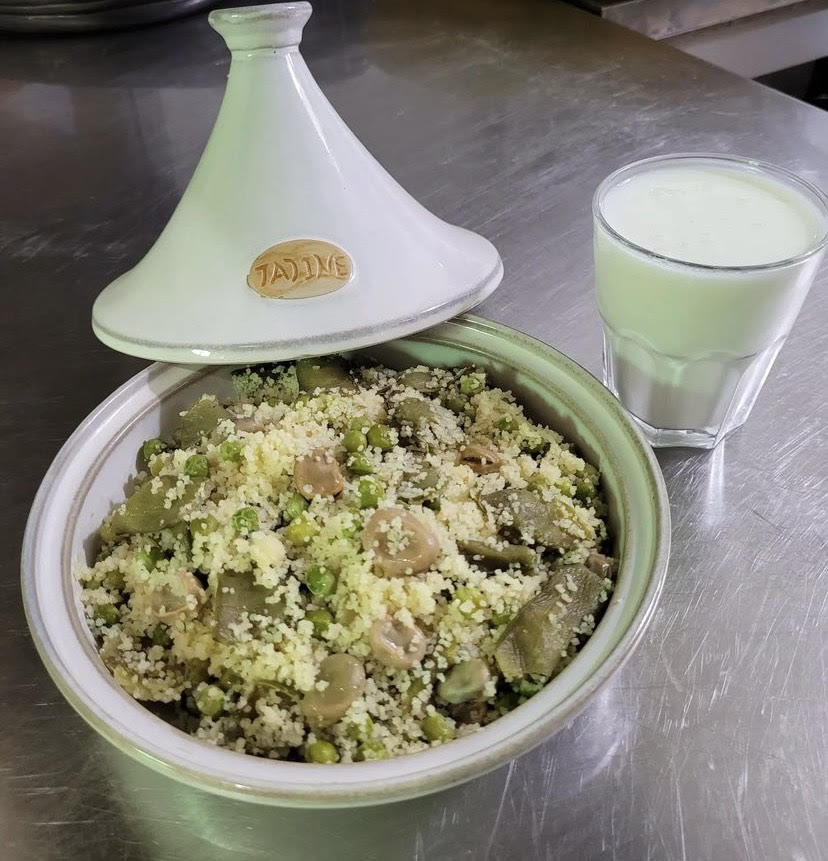
أغمود / كسكس بالفول و الجلبان

8- مِسفوف قسنطينة أو كسكس التمر الحلو: هو طبق حلو يتم تحضيره دون إضافة سكر، حيث يتم استبدال السكر بتواريخ ذهبية وعسلية لتمد الطبق بحلاوة طبيعية، وتُعد هذه التواريخ رمزًا لصحراء الجزائر الكبرى، خاصة من أنواع دقلة ونخلة نور.
9- أوشوشو تيني أو كسكس بالخضروات والتمر: يشبه هذا الطبق الكسكس الحلو المذكور أعلاه، لكن يتميز بمزيج متوازن من النكهات الحلوة والمالحة. يختلف في أنه يتضمن الطماطم والجزر والبصل والتوابل.
10- مِسفوف بالجلبان: هو نوع خاص من المِسفوف يتم تحضيره باستخدام البازلاء الخضراء. بعد طهي البازلاء، تُسكب فوق الكسكس، ويُضاف الزبدة ويتم خلط المكونات جيدًا. يُقدم الطبق ساخنًا ويُرافقه الحليب الرائب أو اللبن المخمر. يمكن إضافة القليل من السكر للذين يفضلون النكهة الحلوة.
11- كسكس محشي: هو طبق يتكون عادة من صدور دجاج محشوة بحشوة لذيذة ثم تُقدم إلى جانب الكسكس. تختلف الحشوة حسب الوصفة، ولكنها قد تشمل مكونات مثل الخضروات، الجبن، المكسرات أو الأعشاب.
12- رِفيس زيراوي كسكس الجوز الحلو: الزيراوي هو حلوى مصنوعة من الكسكس، الزبدة، العسل، القرفة، وبذور اليانسون. يتم تشكيل المزيج إلى شكل دائري أو بيضاوي، ويُزين بذور السمسم المحمص والجوز أو اللوز.
13- سفة بالدجاج أو كسكس الدجاج الحلو: هو نوع من السفة التي يتضمن الدجاج كمكون رئيسي. يتم تحضير الطبق من خلال طهي الدجاج في مرق لذيذ مع توابل مثل الزنجبيل، الزعفران، والقرفة. يُمزج الدجاج المطهي مع الكسكس المطهو على البخار ويُزين بمزيج حلو من الزبيب، اللوز، القرفة، والسكر البودرة.
14- مِسفوف / سفة بالزبيب أو كسكس حلو بالزبيب: هو نوع حلو من الكسكس الجزائري يُحضّر باستخدام حبوب السميد المبخرة، الزبيب، والتوابل مثل القرفة. يُقدم عادة كتحلية أو وجبة خفيفة، ويمكن تخصيصه بتغطيات مختلفة.

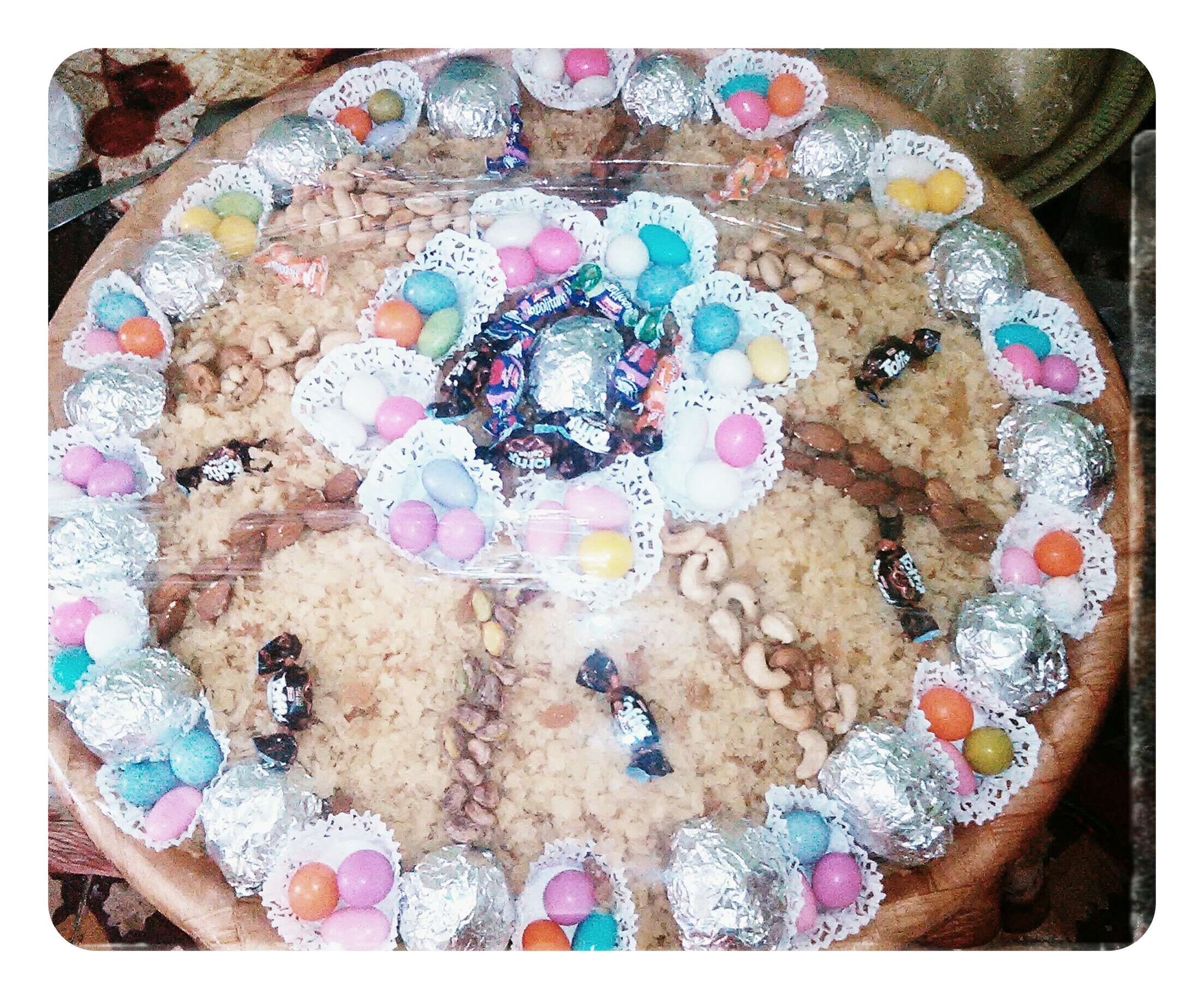
كسكس بالحلوى في الغرب الجزائري

15- كسكس بالبَكْبُوكة أو طعام بالبَكْبُوكة: يتكون من معدة خروف أو ماعز كاملة محشوة بمزيج من الكسكس الحار، اللحم، السمن والخضروات، ثم تُطهى حتى تصبح طرية. يُقدّم هذا الطبق عادة في المناسبات الخاصة والاحتفالات.
16- طعام بالحشم أو كسكس اللحم المجفف: هو نوع من الكسكس يتم تحضيره باستخدام اللحم المجفف كمكون رئيسي.
17- طعام بالكُلي أو كسكس اللحم المطهو بالتفتيت: هو نوع من الكسكس الذي يتضمن اللحم المطهو باستخدام طريقة التفتيت. يُطهى اللحم في الدهن عند درجة حرارة منخفضة، مما يساهم في جعل اللحم طريًا ولذيذًا.
18- كسكس بالحليب: تتم عملية التحضير بتقشير وتقطيع الكوسا إلى قطع صغيرة، ثم طهيها في مرق حتى تذوب، إضافة الحليب، ثم دهن الكسكس بالمزيج. يُرتب الكسكس مع الكوسا المطهية والفاصولياء، ويُترك للراحة قبل التقديم.
19- كسكس الحلحال أو كسكس اللافندر البري: يشير المكون "هيلهل" إلى اللافندر البري. يتم عصر اللافندر لاستخراج عصيره وذوّته في الكسكس بدلاً من الماء. يُبخر الكسكس مرتين ثم يُضاف إليه الزيت في النهاية. يُقدم مع اللبن الرائب أو الحليب.

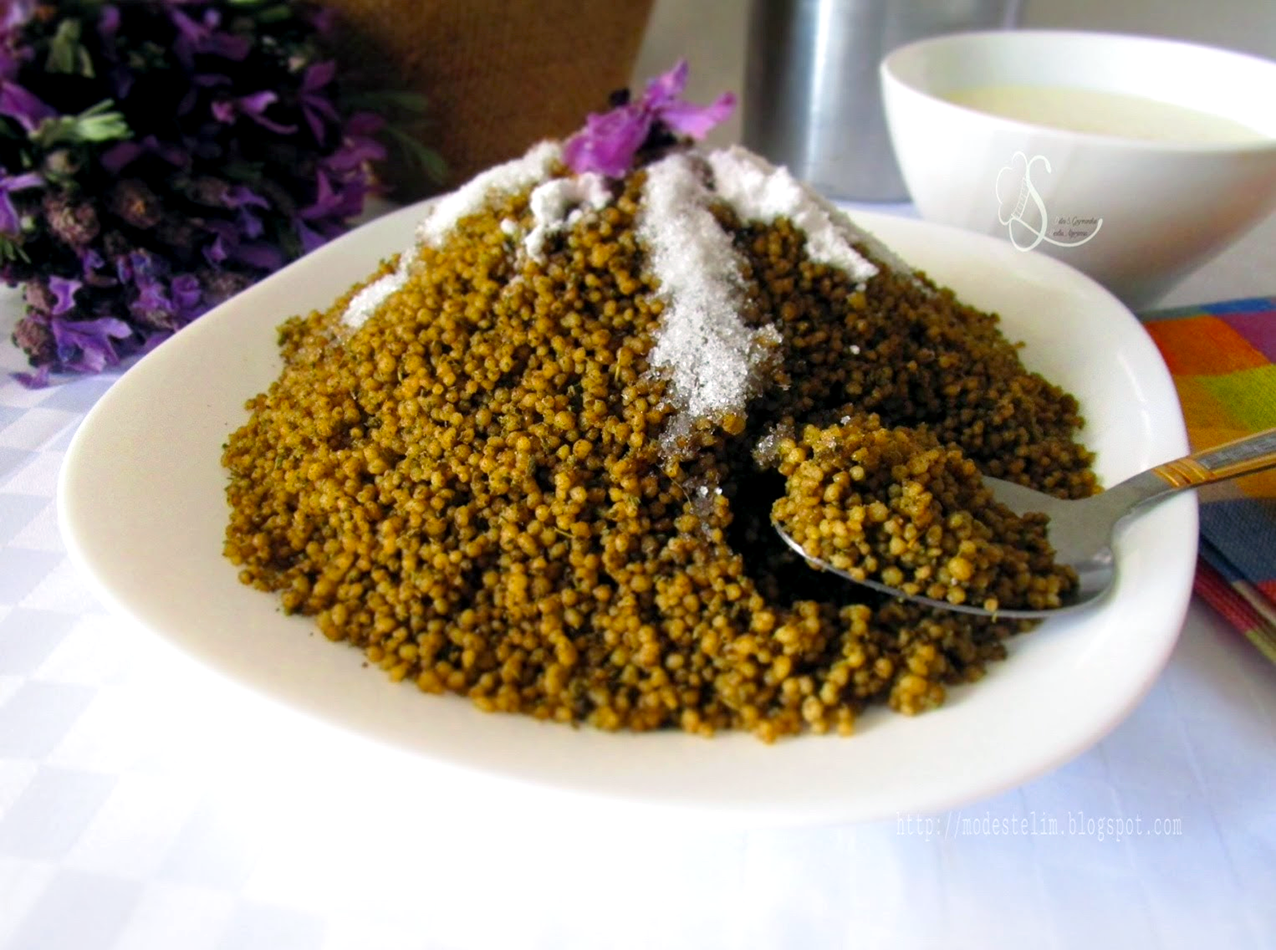
كسكس بالحلحال

20- كسكس الباذنجان: هو نوع من الكسكس الخضروات الذي يتضمن إضافة الباذنجان (الباذنجانة) وغالبًا ما يتضمن اللحم. عادة ما يتكون هذا الطبق من صلصة لذيذة تكون حمراء اللون وحارة جدًا.

## الأسماء الإقليمية
ومن بين الأسماء البارزة التي يطلق عليها الكسكس في الجزائر ما يلي:
1. نعمة: معناها "بركة" في اللغة العربية.
2. طعام: يترجم هذا الاسم إلى "الطعام"، ويؤكد على مكانة الطبق باعتباره متعة طهي بامتياز.
3. كوسكسي/سكسو: الترشيح الأصلي والأمازيغي.
4. مكفول
5. مسفوف: هذا الاسم مرتبط بطبق معين. يتم طهيها عادة مع الفواكه مثل العنب، و/أو مصحوبة بالحليب المخمر (لبن)، أو زيت الزيتون ، أو السمن .
6. بربوشة [11]